# 薩內奇湖
46°21′27″N 7°17′44″E / 46.35750°N 7.29556°E

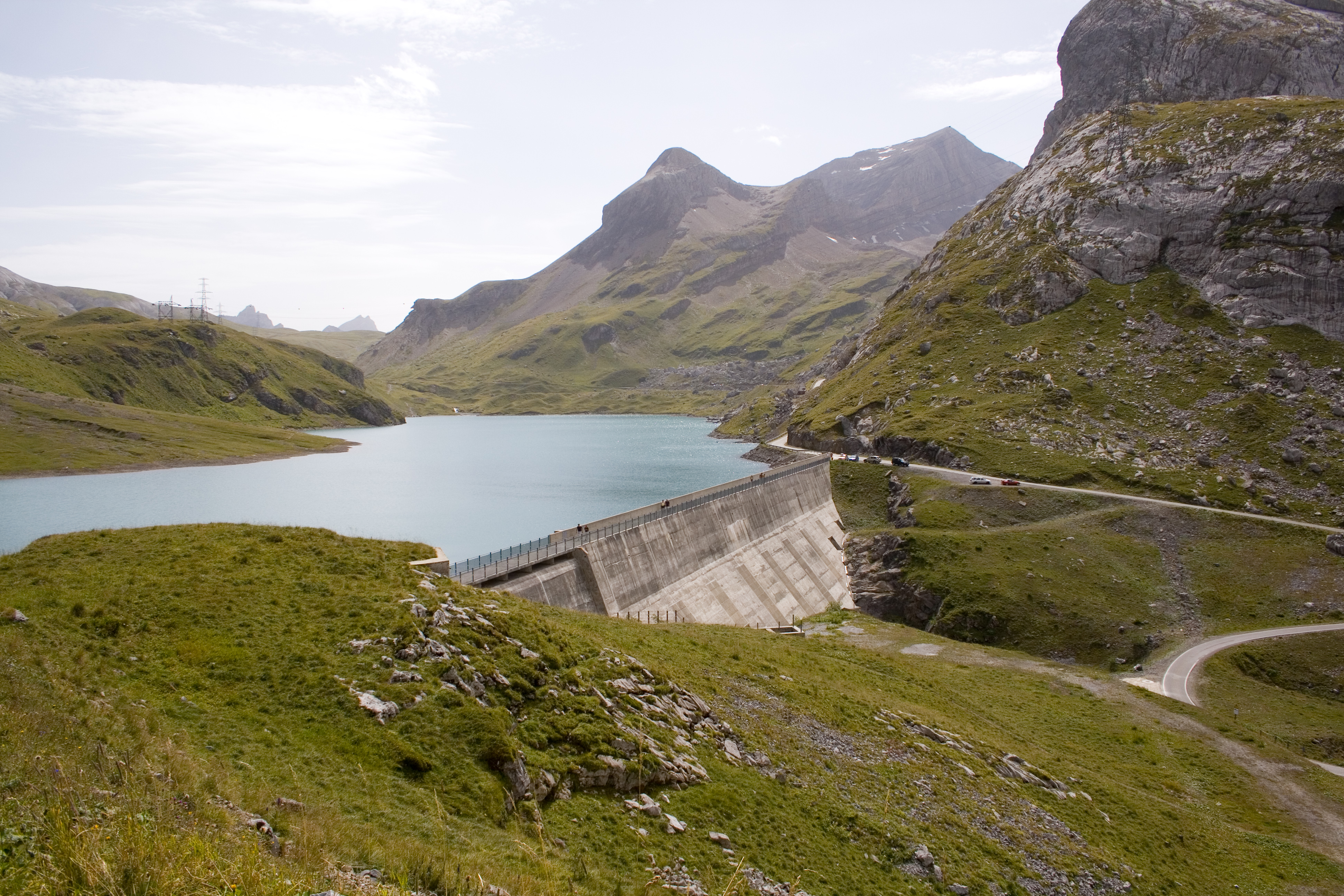

薩內奇湖（Lac de Sanetsch），是瑞士的湖泊，位於該國西南部，由瓦萊州負責管轄，面積0.3平方公里，海拔高度2,034米，集水區面積10.7平方公里，重力壩全長42米，建於1965年。